# Mousel
Mousel er et dansk kortspil, der er en videreudvikling af det tyske spil mauscheln.
Mousel spilles normalt med 32 kort fra syveren til esset, men kan også spilles med flere kort, hvis man er mange spillere. Hver spiller får fire kort, og spilføreren skal tage mindst to stik. Hvis han kun får et er han bet og skal betale en indsats, der svarer til puljens indhold. Hvis han slet ikke får stik, er han mouselbet og skal betale det dobbelte af puljens indsats. De øvrige spillere skal, hvis de ikke kaster kortene, tage mindst et stik for ikke at gå bet. På denne måde kan puljen i mousel hurtigt vokse eksplosivt. Mousel har derfor tilnavnet "Jyllandspoker".
Mousel har en prominent rolle i episode 8 af den første danske tv-serie om Rejseholdet.